# Te Atairangikaahu

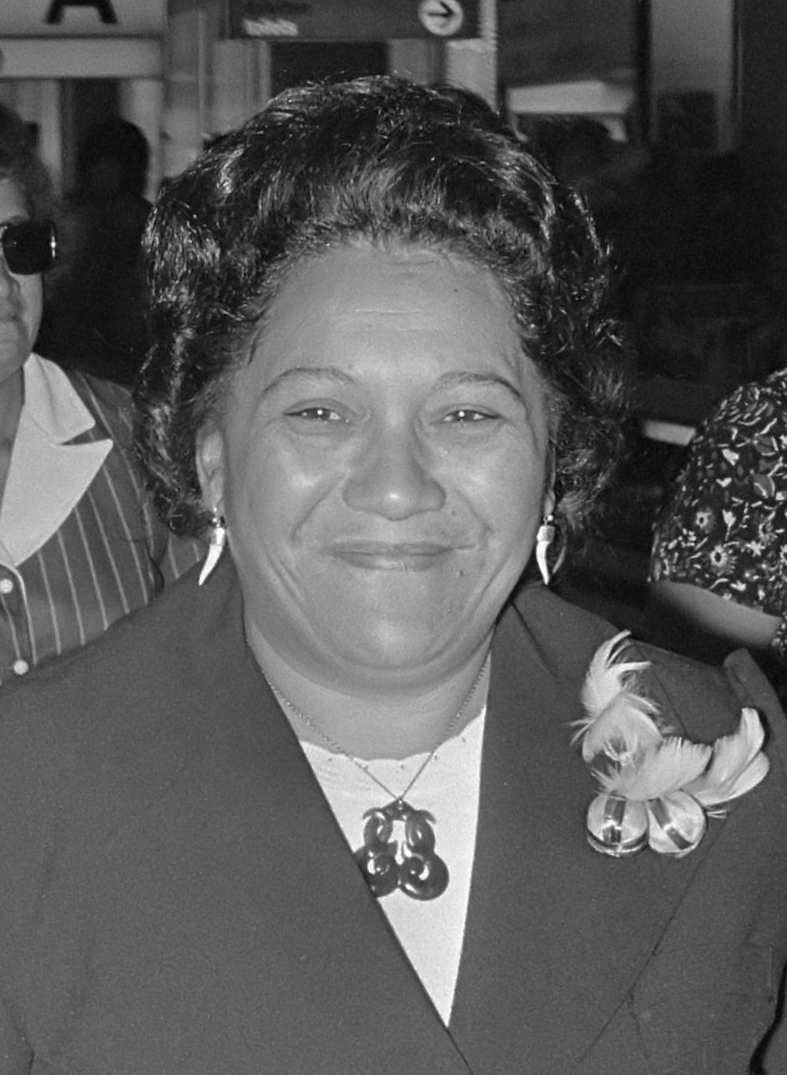
Te Atairangikaahu (1975)

Dame Te Arikinui Te Atairangikaahu (kurz: Dame Te; zu deutsch etwa Vogel, der kurz vor Sonnenuntergang am Himmel fliegt; eigentlich Piki Mahuta; * 23. Juli 1931; † 15. August 2006 in Ngāruawāhia, Waikato District) war die sechste Königin der Māori und die erste Frau in diesem Amt.

## Leben
Te Atairangikaahu, geboren als Piki Mahuta, war die Tochter von König Koroki V., der sie schon früh für eine Führungsrolle vorgesehen hatte. Entsprechend wurde Te Atairangikaahu auf diese Rolle vorbereitet und ausgebildet. Bald schon hatte sie ihre Persönlichkeit soweit gestärkt, dass sie sich erfolgreich gegen eine arrangierte Hochzeit zur Wehr setzen und 1952 mit Whatumoana Paki den Mann ihrer Wahl heiraten konnte. Der Ehe entstammten fünf Töchter und zwei Söhne.
Am 23. Mai 1966 bestieg mit Te Atairangikaahu erstmals eine Frau den Thron der Māori. Als Monarchin ohne eigenes Land und politische Macht lagen die Schwerpunkte ihrer Regierung im Repräsentieren ihres Volkes sowie in der Wahrung und Verteidigung der Rechte der Māori. Sie motivierte ihr Volk, sich seine Kultur zu erhalten und vor allem die Māori-Frauen, sich aktiv zu beteiligen und die Gestaltung ihres Lebens selbst in die Hand zu nehmen.
Zeitgleich war Te Atairangikaahu Vorsitzende der Kīngitanga, der politischen Bewegung der Māori. Hier setzte sie vor allem Akzente in der Aussöhnung und Annäherung ihres Volkes zu den Pākehā, den europäischstämmigen Neuseeländern und anderen Nicht-Māori. Ihre Arbeit brachte ihr nicht nur die Anerkennung und den Respekt des eigenen Volkes. So wurde sie 1970 als erste Māori überhaupt von Königin Elisabeth II. zur Dame ernannt und erhielt 1987, ebenfalls als erste Māori, den Order of New Zealand.
2005 verursachte ein Diabetes ein Nierenversagen, das Te Atairangikaahu fortan zur Dialyse zwang. Im Juli 2006 kam sie wegen eines Herzanfalls ins Krankenhaus, konnte dieses jedoch noch vor ihrem Geburtstag verlassen. Drei Wochen später verstarb Te Atairangikaahu im Kreis ihrer Familie. Mit über 40 Jahren regierte sie am längsten über das Volk der Māori. Gemäß der Tradition wurde sie sieben Tage später, am 21. August 2006, mit einem Waka, einem Māori-Kanu, auf dem Waikato River zum Taupiri, dem heiligen Berg der Māori auf der Nordinsel, gefahren und auf dem Gipfel begraben. Dort befinden sich die Gräber zahlreicher Häuptlinge und aller bisherigen Monarchen.
Ihr ältester Sohn, Tuheitia Paki (1955–2024), wurde am selben Tag zum Nachfolger ernannt. Ihre Enkelin Ngā Wai Hono i te Pō wurde am 5. September 2024 Königin.

## Auszeichnungen
- 1970: Erhebung in den britischen Adelsstand durch Königin Elisabeth II. als Dame Commander des Order of the British Empire
- 1979: Ehrendoktorwürde der University of Waikato
- 1987: Order of New Zealand, der höchste zivile Orden Neuseelands
- 1999: Ehrendoktorwürde der Victoria University of Wellington